# Acritus angoramensis
Acritus angoramensis är en skalbaggsart som beskrevs av Yves Gomy 1977. Acritus angoramensis ingår i släktet Acritus och familjen stumpbaggar. Inga underarter finns listade i Catalogue of Life.